# Cumolhydroperoxid
Cumolhydroperoxid ist eine organische Verbindung aus der Gruppe der Hydroperoxide, welche vom Cumol abgeleitet ist. Es ist eine farblose bis gelbliche Flüssigkeit mit schwach aromatischem Geruch.

## Eigenschaften
Cumolhydroperoxid hat eine Viskosität von 12 mPa·s bei 20 °C. Die Dämpfe von Cumolhydroperoxid sind fünfmal so schwer wie Luft.
Bei DSC-Messungen wird oberhalb von 180 °C die thermische Zersetzung beobachtet. Die Zersetzung verläuft mit einer Zersetzungswärme von −1876 kJ·kg−1 bzw. −285 kJ·mol−1 stark exotherm.

## Verwendung
Cumolhydroperoxid tritt als Zwischenprodukt bei der Synthese von organischen Verbindungen (z. B. bei der Aceton- bzw. Phenolsynthese nach dem Cumolhydroperoxid-Verfahren) auf.
In der Kunststoffherstellung dient es als Starter bzw. Aktivator zur Aushärtung einiger Harze, die über einen Radikalkettenmechanismus polymerisieren.

## Sicherheitshinweise
Cumolhydroperoxid zerfällt schon bei Zimmertemperatur langsam. Bei höheren Temperaturen steigert sich die Zerfallsgeschwindigkeit (ab 80 °C) bis hin zur Explosion (ab 109 °C).